# Channanakere, Shrirangapattana
Channanakere là một làng thuộc tehsil Shrirangapattana, huyện Mandya, bang Karnataka, Ấn Độ.